# San Clemente (Cuenca)
San Clemente es un municipio situado en el suroeste de la provincia de Cuenca, en la comunidad autónoma de Castilla-La Mancha. Es cabeza de partido judicial. Históricamente se conocía la comarca como la Mancha Alta, dentro de la Mancha de Montearagón, topónimo este que provendría del hecho de que los castellanos que viajaran hacia Valencia (que ya había sido conquistada por Jaime I de Aragón en 1238) "montaban" (subían) hacia Aragón, al pasar por este territorio, situado a mayor altitud.
San Clemente dispone de un amplio patrimonio histórico, por lo que fue declarada Conjunto Histórico-Artístico en 1980, así como dos monumentos declarados Bienes de Interés Cultural: la Casa Consistorial y la iglesia de Santiago Apóstol.

## Geografía
Está situado en el sur de la provincia de Cuenca, a 102 kilómetros de la capital provincial y a unos 80 kilómetros de Albacete, a orillas del río Rus y en la convergencia de las autopistas A-43 y AP-36. Se alza a 722 metros sobre el nivel del mar. 
El relieve de su término municipal es predominantemente llano, característico de La Mancha Conquense Baja, comarca de la que es la población más importante.  
El pequeño enclave municipal de Santiago de la Torre, entre los municipios de Las Pedroñeras y El Provencio, es cruzado por el río Záncara.
El municipio de San Clemente limita con los términos municipales de La Alberca de Záncara, Santa María del Campo Rus, El Cañavate,  Cañada Juncosa, Atalaya del Cañavate, El Provencio, Vara del Rey, Villarrobledo, Casas de Fernando Alonso y Casas de los Pinos.

### Clima
San Clemente tiene un clima templado de tipo mediterráneo continentalizado, lo que provoca inviernos muy fríos y veranos muy calurosos. Los vientos dominantes son el solano (del este) en verano, el cierzo (del noroeste) en invierno y el ábrego (del suroeste) durante todo el año.
Las precipitaciones suelen ser escasas, ya sean en forma de lluvia, o en forma de nieve en invierno. Se producen principalmente durante la primavera y el otoño. En ocasiones las lluvias aparecen en verano en forma de grandes tormentas aisladas. Dada su altitud suele nevar algunos días entre diciembre y marzo.
Como consecuencia de estas escasas precipitaciones, las inundaciones en San Clemente han sido muy raras. Se tienen constancia de sólo dos grandes inundaciones:
- Noviembre de 1972. El 1 y 2 de noviembre el río Záncara, provocó daños en las poblaciones de El Provencio y San Clemente, a causa de una importante avenida que destruyó tapias, viviendas, hundió un puente y fue necesario evacuar estas poblaciones.
- Septiembre de 1979. Del 12 al 18 de septiembre, y debido a las fuertes tormentas, los ríos Rus y Riánsares sufrieron avenidas a su paso por las localidades de El Cañavete y Corral de Almaguer. Se registró un caudal de más de 25 m3/s. Se produjo el corte de la carretera Honrrubia-San Clemente. Quedaron señales de altura del agua en las casas de El Cañavete.

### Hidrografía
El término de San Clemente se encuentra en la cuenca hidrográfica del río Záncara, afluente del Guadiana. Por el municipio transita el Río Rus, que también cruza por el paraje de Rus (del que toma el nombre). Este río desemboca en el río Záncara.

### Flora y Fauna

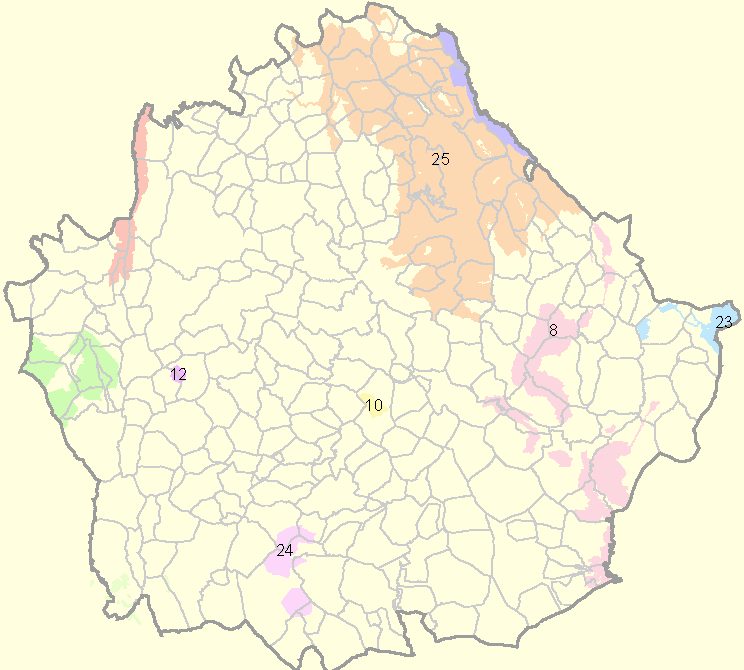
ZEPAs de Cuenca. Las dos zonas de la n.º 24 corresponde a San Clemente

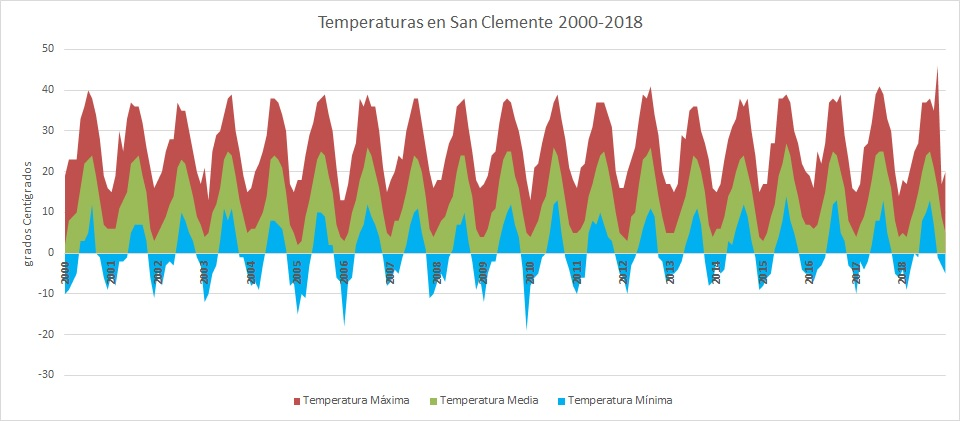
Temperaturas en San Clemente entre los años 2000 y 2018. Fuente SIAR, elaboración propia

En el término de San Clemente existe una variedad de aves importante, pero de población reducida que debe ser protegida. Por ello, existen dos áreas identificadas de protección: la ZEPA nºES390 y la IBA nºES185.
La Zona de especial protección para las aves (ZEPA, con código número ES0000390) abarca diversos términos municipales de la provincia de Cuenca, pero principalmente en el término de San Clemente. Esta ZEPA Esteparia fue reconocida en 2004, protegiendo 10 677,81 hectáreas. Está dividida en dos subzonas, mucho más amplia la del norte.
La importancia de la zona radica en una variada y bien equilibrada representación del conjunto de especies típicamente esteparias, destacando las abundantes colonias de cernícalo primilla (las más importantes de la provincia) y las zonas de pastizales y eriales ocupadas por pteróclidos reproductores. Se trata del segundo núcleo de importancia para la avutarda a nivel provincial. También alberga las poblaciones de alondra de Dupont en estepas más térmicas de la provincia.
Existen algunos ejemplares de águila imperial ibérica en el entorno, por lo que el Programa de Conservación del Águila Imperial Ibérica solicitaba, en un listado de 200 medidas, la ampliación de la ZEPA de San Clemente.
El Área importante para la conservación de las Aves (IBA, Important Bird Area) n.º ES185 se extiende entre Villarrobledo y San Clemente abarcando un total de 103 000 hectáreas que siguen los criterios A1, B2, C1, C2, C6. Es muy necesaria para las poblaciones de aves esteparias, especialmente el  Cernícalo Primilla (95 parejas reproductoras), la Avutarda Común (37-120 parejas reproductoras), el Sisón Común (al menos 2500 parejas reproductoras), la Ganga Ibérica (mínimo 150 parejas reproductoras), la Ganga Ortega (100 individuos) y el Alcaraván Común (abundante).

## Historia
Prehistoria y Época Romana
Los testimonios arqueológicos que rodean la Villa de San Clemente marcan los inicios de su andadura, tanto en la Edad del Bronce Medio (1500 a 1250 a. C.), con restos en la Morra de Rus y el cerro del Toril, como en la época Celtibérica (en la que destaca un poblado celtíbero).
Durante la Época Romana (republicana e imperial) aparece el Puente Romano construido para flanquear el río Rus. Esta obra es un magnífico puente de tres arcos de fábrica de sillar siendo el mejor conservado de todos los puentes romanos de la provincia. También hay constancia de un miliario de la vía Segobriga-Carthago Nova que pasaba por la actual Villa. 
De la época Tardorromana (III y IV) se aprecian restos pertenecientes a antiguas villas romanas, el descubrimiento de un fuste de columna visigoda, decorada con motivos geométricos sobre la caliza, nos demuestran también el paso de este pueblo visigodo. Dicho fuste se puede reconocer como parte integrante de un cancel perteneciente a una antigua basílica visigoda.
Época musulmana y nacimiento de la villa
Cuenta la tradición que en un altozano de la llanura del término de San Clemente, a ocho kilómetros al norte de la villa y cerca del nacimiento del río Rus, existió una población goda que veneraba una Virgen; con motivo de la invasión musulmana, la ocultó en una cueva excavada en la roca, para evitar su profanación.
En dicho paraje se instaló posteriormente una población mora, de cuyo asentamiento quedan ruinas. Corresponden a varios paramentos de mampostería pertenecientes a los muros de una fortaleza rural, y que están derrumbados a los pies del actual torreón-palomar (del siglo XIX). Una vez reconquistado este territorio por huestes cristianas, un pastor halló la imagen de la Virgen en una cueva popularmente conocida como de la Mora, al pie de dicho castillo. La Virgen, Virgen de Rus por el nombre del paraje donde fue encontrada, es hoy la Patrona de San Clemente, estando construida su ermita a los pies de la mencionada fortaleza.
El nombre actual de la villa le viene de uno de aquellos caballeros que se estableció en sus campos, llamado Clemente Pérez de Rus, nombre que indica la procedencia o naturaleza de dicho hidalgo (el Castillo de Rus), población anterior a la fundación de San Clemente.
Siglos XIII y XIV
La conquista de Cuenca y Alarcón por Alfonso VIII y la posterior derrota de los almohades en las Navas de Tolosa en 1212, es la causa directa de la anexión de San Clemente y su territorio a Castilla.
Dependiente de Alarcón pasa con ella a formar parte del Marquesado de Villena y vivirá sus muchas vicisitudes, bajo el señorío de los Manuel, primero y más tarde de los Infantes de Aragón, pasando finalmente a manos de Don Juan Pacheco, Maestre de la Orden de Santiago y primer Marqués de Villena.
Siglos XV y XVI
En aquellos tiempos de la reconstitución política de los pueblos bajo el patrocinio de los reyes, todos aspiraban a la autonomía e independencia de los señoríos mediante fueros y carta-pueblas, y uno de ellos fue San Clemente, consiguiendo, con fecha 10 de diciembre de 1445, que Don Juan Pacheco lo elevase a Villa, título que le reconocieron Juan II de Aragón y Navarra y Enrique IV de Castilla.
Un hecho importante en la historia de San Clemente radica en la guerra que mantuvieron los Reyes Católicos contra los seguidores de Beltraneja, aspirante al trono que ostentaba Isabel la Católica entre los años 1476-1479, entre cuyos seguidores se encontraba Don Diego Pacheco, Marqués de Villena. En este enfrentamiento, el pueblo de San Clemente decidió apoyar a Isabel la Católica y se rebela contra el poder del Marqués de Villena. Una vez finalizada la guerra con victoria para el bando isabelino, el apoyo que San Clemente le brindó le sirvió para que los Reyes Católicos decidieran incorporar la villa de San Clemente a la corona, haciéndola de realengo y otorgándole la independencia de la villa de Alarcón; recibiendo la visita de los Reyes Católicos el 9 de agosto de 1488, visita en la que, como gesto de gratitud por el apoyo prestado, confirmaron los privilegios que anteriormente les habían otorgado, jurando «de facer guardar y facer mandar guardar todas las cosas y mercedes y privilegios que tenía dicha villa».
La ya ciudad alcanza su máximo esplendor durante el periodo que va del siglo XV a la primera mitad del siglo XVI, fechas en las que la zona se repuebla y experimenta un gran desarrollo agrícola y alcanzando una población superior a los dos mil habitantes. En estos años, San Clemente destaca por la riqueza y extensión de sus tierras lo que fue atrayendo a multitud de nobles, hidalgos, campesinos y religiosos. Fijan su asiento en San Clemente, en casas de artísticas portadas, rematadas por sus escudos de armas, las principales familias hidalgas de la comarca, cuyos apellidos han quedado reflejados en la relación de pueblos del Obispado de Cuenca, entre los que cabe destacar a la familia Haro, cuyos importantes miembros dejaron muestra en varios edificios de su paso por la población.
A tenor de todo este esplendor, dice Torres Mena que se consideró a la villa de San Clemente como capital de la Mancha Alta, llamada de Aragón o Montearagón, denominándola la Pequeña Corte Manchega.
Siglos XVII y XVIII
Pero al igual que toda la región, y en general en toda la España interior, a comienzos del siglo XVII experimenta los primeros síntomas de decadencia. Entre sus causas hay que señalar las consecuencias de la guerra de los moriscos de Granada, una gran plaga de langosta, una tremenda epidemia de peste y el excesivo poblamiento, todo ello combinado con un descenso de los rendimientos agrícolas y una ganadería limitada por el escaso número de pastos propios y por su exclusión en los circuitos de la trashumancia.
San Clemente se revitalizó durante la segunda mitad del siglo XVII al transmutar su estructura económica agraria en una economía de servicios tanto administrativos como comerciales y artesanales. La población estuvo gobernada por un corregidor y veinte regidores, el último corregidor, al establecer el régimen municipal, era Diego López de Haro, señor del barrio de San Sebastián.
Durante la Guerra de Sucesión, fue cuartel del general Duque de Berwich, mostrando con insignes hechos de armas a su lealtad a Felipe V, quien le concedió el título de “Muy Noble, Muy Leal y Fidelísima Villa”. 
Siglos XIX y XX
Ya en el siglo XIX, durante la Guerra de la Independencia (1808-1814), fue localidad muy trabajada por los franceses, ya que aquí mandó Napoleón situar a la división Frère, con órdenes de reforzar a los destacamentos de Moncey que operaba en Valencia y de Dupont, que se hallaba en Andalucía. Sin embargo, como atestiguan varios correos y despachos interceptados a los franceses, la división Frére no pudo realizar su cometido por la magnitud de recorridos y la dificultad de comunicaciones así como por los padecimientos que le infringieron los pobladores de San Clemente, entre los que destacó el héroe local Bibiano Hellín, al que cita Pérez Galdós en los Episodios Nacionales.
Una vez finalizada la contienda, en el año 1814, San Clemente quedó señalado como uno de los once partidos judiciales de la provincia de Cuenca, junto a los poblaciones de Cuenca, Huete, Iniesta, Belmonte, La Roda, Requena, Cañete, Priego, Buenache y Tarancón.
El progreso económico e industrial que supuso el ferrocarril a partir de mediados del siglo XIX por las ciudades por donde pasaba, no afectó a San Clemente. Las clases altas de San Clemente (nobleza, iglesia, funcionarios, etc.) no vieron con buenos ojos la revolución social que suponía el ferrocarril, que facilitaba el acercamiento de las distintas clases sociales.
A partir de ese momento, la villa renacentista quedó anclada en el pasado y aislada en el interior de La Mancha del avance industrial del Levante y norte de España.
Durante la guerra civil española se construyó en San Clemente un campo de aviación o aeródromo. Se estableció allí la 3.ª escuadrilla del grupo 12 de bombarderos Tupolev SB-2 (katiuska) y algunos cazas biplanos rusos Polikarpov I-15, los chatos.

## Demografía
San Clemente cuenta con una población de 6812 habitantes (INE 2024).
| Gráfica de evolución demográfica de San Clemente entre 1842 y 2021                                                  |
| |
| Población de derecho según los censos de población del INE Población de hecho según los censos de población del INE |

La media de edad de los habitantes de San Clemente era en 2022 de 43,61 años, 1,02 años más que en 2017, cuando que era de 42,59 años. El crecimiento natural de la población en el municipio de San Clemente, según los últimos datos publicados por el INE para el ha sido Negativo para el periodo 2017-2022, con 211 defunciones más que nacimientos.
Según los datos publicados por el INE procedentes del padrón municipal de 2022 el 61.11% (4.172) de los habitantes empadronados en el Municipio de San Clemente han nacido en dicho municipio, el 24.71% han emigrado a San Clemente desde diferentes lugares de España, el 13.15% (898) desde otros municipios de la provincia de Cuenca, el 4.98% (340) desde otras provincias de la comunidad de Castilla-La Mancha, el 6.58% (449) desde otras comunidades autónomas y el 14.18% (968) han emigrado a San Clemente desde otros países.
Según los datos ofrecidos por el INE en la estadística del Padrón los habitantes empadronados en San Clemente que han nacido en otros países ascienden a 968: 270 habitantes, 98 hombres y 172 mujeres nacidos en América; 221 habitantes, 145 hombres y 76 mujeres nacidos en África; 19 habitantes, 8 hombres y 11 mujeres nacidos en Asia.

### Comunicaciones
Se encuentra San Clemente en una ubicación bastante buena, en el cruce de la autopista AP-36 y la autovía A-43, y a menos de 30 km de la autovía A-3.
Autovías y Autopistas

- Autopista Ocaña-La Roda: Ocaña - La Roda
- Autovía Extremadura-Comunidad Valenciana

Autovías y autopistas que conectan con las que pasan por San Clemente

- Autovía del Este: Madrid - Valencia (conecta con la A-43 en Atalaya del Cañavate).
- Autovía de Alicante: Atalaya del Cañavate - La Roda - Albacete - Almansa - Alicante (conecta con la A-43 en Atalaya del Cañavate).

Otras carreteras

- Carretera Nacional N-310: Manzanares - San Clemente - Villanueva de la Jara

- Carretera Nacional N-301: Ocaña - Cartagena

- CM-3009  Carretera Comarcal CM-3009: Saelices - San Clemente

- CM-3112  Carretera Comarcal CM-3112: San Clemente - Honrubia

- CM-3117  Carretera Comarcal CM-3117: San Clemente - Minaya

Distancias
La siguiente tabla muestra las distancias de San Clemente a otros pueblos y ciudades relevantes para sus habitantes.
| Capitales   | Distancia (km) | Ciudades             | Distancia (km) | Municipios            | Distancia (km) |
| ----------- | -------------- | -------------------- | -------------- | --------------------- | -------------- |
| Madrid      | 197            | Villarrobledo        | 22             | La Alberca de Záncara | 13             |
| Cuenca      | 110            | La Roda              | 40             | El Provencio          | 16             |
| Albacete    | 78             | Motilla del Palancar | 58             | Minaya                | 21             |
| Toledo      | 187            | Tomelloso            | 66             | Honrubia              | 33             |
| Ciudad Real | 156            | Alcázar de San Juan  | 97             | Las Pedroñeras        | 29             |
| Guadalajara | 200            | Valdepeñas           | 124            | Alcaraz               | 99             |
| Valencia    | 200            | Manzanares           | 104            | Belmonte              | 47             |
| Murcia      | 220            | Almansa              | 147            | Huete                 | 113            |
| Alicante    | 243            | Tarancón             | 120            | Mota del Cuervo       | 60             |
| Barcelona   | 539            | Ocaña                | 133            | Quintanar de la Orden | 70             |

Transporte público
Desde la estación de autobuses de la localidad, hay una importante red de autobuses que conecta con Madrid, Albacete, Cuenca, Valencia y multitud de otras poblaciones cercanas.
Las estaciones ferroviarias más próximas son las de Villarrobledo, a 20 km, y la de Albacete a 78 km. Albacete dispone de  conexión con el tren AVE, lo que permite buenas comunicaciones con toda España.

### Economía
Aunque es un municipio históricamente agricultor, en los años de bonanza (1995-2007) los sectores de Industria y Construcción se acercaron a los valores de empresas y afiliaciones del sector de agricultura, con el sector servicios muy por encima de todos ellos. Sin embargo, a partir de 2007 y con el estallido de la crisis, se observa como desciende drásticamente las empresas y afiliaciones en dichos sectores de Industria y Construcción, mientras que los sectores de agricultura y comercio se convierten en salvaguarda de la economía del municipio.
En el sector primario San Clemente es conocido por la producción de vino, ajos, cebollas y queso manchego. Destaca también la elaboración de derivados del cerdo en la famosa empresa El Piñonero. También está presente la importante empresa de productos alimentarios El Dorao. Pero una de las bases de su economía son las Cooperativas de Ajos Manchaflor, Y la de vino Nuestra Señora de Rus, en las que están representadas muchos de los agricultores de la zona.
El municipio dispone de un polígono industrial, el polígono industrial San José, que ha sido ampliado recientemente y ocupa en la actualidad unos 50 000 m².
Datos económicos
En junio de 2023 el paro era de 269 personas; a inicios de 2023, la deuda pública no llegaba a los 2,2 millones de euros.
En 2022 había 578 empresas radicadas en San Clemente (589 en 2016).
La renta bruta por habitante (RB) en 2021, era de 21.053 €, que quedaban reducida a 16.878 disponibles (RD) (80 % del bruto), puesto nacional, 1780. En 2013 la RB era de 17.995 € y la RD de 15.427 (77% RB), puesto nacional, 1647. Teniendo en cuenta que la Renta bruta mediaes la renta media por declaración de IRPF, que incluye todas las rentas recibidas en el año por todos los miembros que integran una unidad familiar. La renta bruta media se obtiene dividiendo la renta bruta entre el número de declaraciones. La Renta disponible se obtiene restando a la renta bruta el pago que hace el individuo de IRPF y por cotización a la Seguridad Social y demás derechos pasivos pagados por el trabajador. La renta disponible media se obtiene dividiendo la renta disponible entre el número de declaraciones.

## Administración y política

### Gobierno municipal
San Clemente es gobernado por una corporación local formada por concejales elegidos cada cuatro años en sufragio universal. El alcalde, como en el resto de España, no es elegido directamente por el pueblo sino por los nuevos concejales. San Clemente cuenta con 13 concejales. En las elecciones locales de 2023 el partido PP obtuvo 8 concejales; el partido PSOE, 5. Por tanto salió elegido alcalde el candidato del PP: Tomás Martínez Moreno.
| Elecciones municipales del 28 de mayo de 2023 |       |       |            |
| Partido                                       | Votos | %     | Concejales |
| Partido Popular                               | 2136  | 56,48 | 8          |
| Partido Socialista Obrero Español             | 1451  | 38,37 | 5          |
| Podemos-IU                                    | 195   | 5,16  | 0          |

| Mandato   | Nombre                                                                    | Grupo |
| --------- | ------------------------------------------------------------------------- | ----- |
| 1979-1983 |                                                                           |       |
| 1983-1987 |                                                                           |       |
| 1987-1991 | Francisco Sevillano Bonillo                                               | PSOE  |
| 1991-1995 | Francisco Sevillano Bonillo                                               | PSOE  |
| 1995-1999 | Miguel Ángel Ruiz Mondejar (hasta 07/08/1998) / Herminia Esteso Carnicero | PP    |
| 1999-2003 | Herminia Esteso Carnicero                                                 | PP    |
| 2003-2007 | José Emilio Rubio Poveda                                                  | PSOE  |
| 2007-2011 | Juan Carlos Carrascosa Sariñana                                           | PSOE  |
| 2011-2015 | Vicente García García (hasta 18/12/2013) / María Soledad Herrera Arribas  | PP    |
| 2015-2019 | María Soledad Herrera Arribas                                             | PP    |
| 2019-2023 | María Rosario Sevillano Calero                                            | PSOE  |
| 2023-2027 | Tomás Martínez Moreno (31/03/2025) Víctor Miguel Luis Camacho             | PP    |

## Cultura

### Patrimonio
- Casa Consistorial

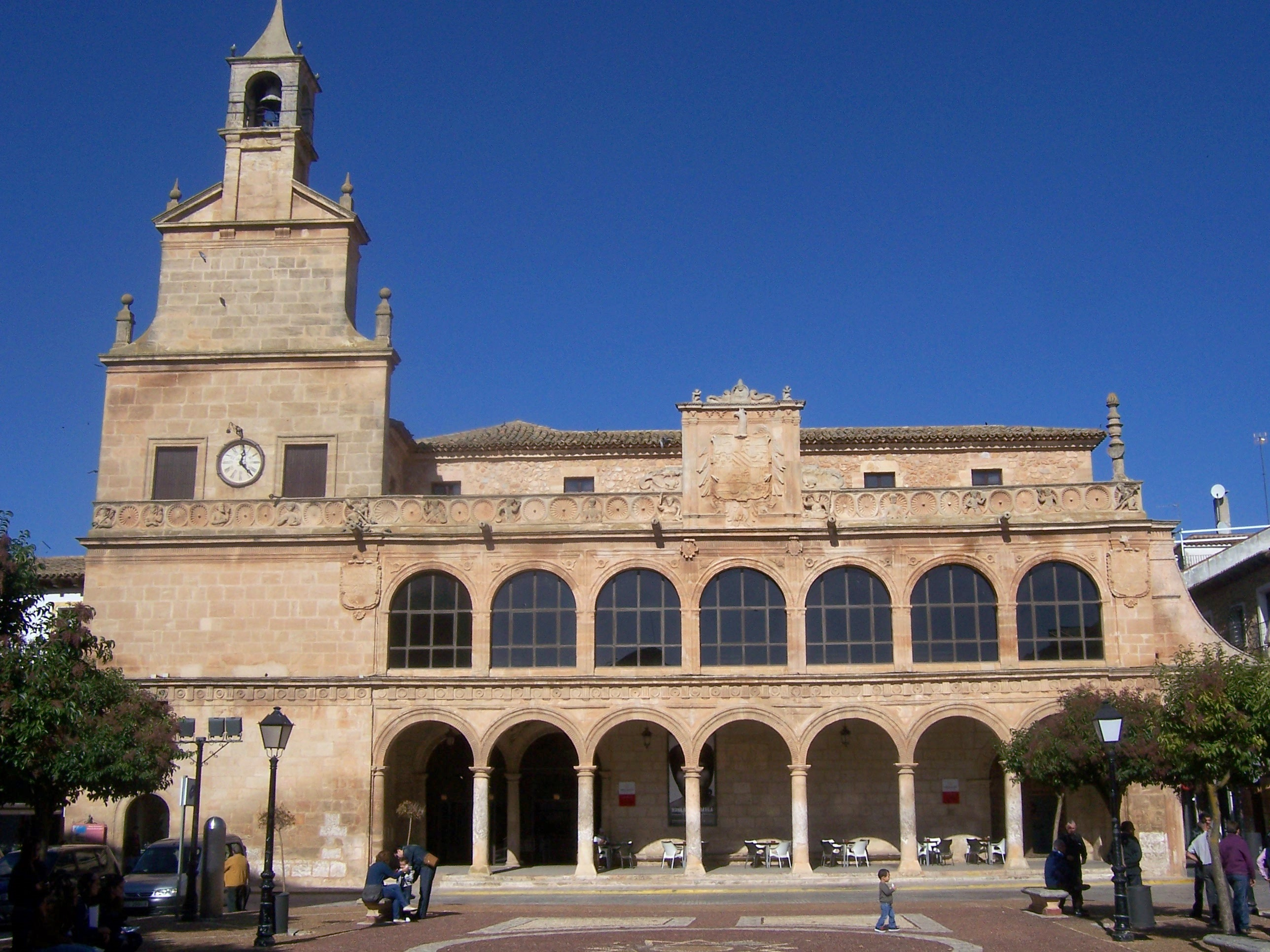
Casa consistorial

Edificio de estilo renacentista dentro de la línea del clasicismo puro, en esquina de forma rectangular, con dos plantas más un torreón, coronado por un gran escudo Real de los Austrias. La fachada está dentro del conjunto de la plaza Mayor, que en su época estuvo completamente porticada. La plaza mayor de San Clemente con el edificio consistorial, representaba el centro de la vida comunitaria y el poder municipal de la villa. Durante toda la Edad Moderna se desarrollaron en ella las festividades religiosas más importantes, como la del Corpus Christi, así como actividades lúdicas, entre las que destacaban las corridas de toros.
La construcción del edificio del ayuntamiento data del siglo XVI, durante el reinado de Felipe II. Es obra del arquitecto Domingo de Zalvide, siendo construida en varias fases entre 1566 y 1622. Fue declarada Bien de Interés Cultural en 1992.
El edificio principal está dividido en dos plantas. La planta baja es una galería porticada con siete vanos y columnas dóricas, arcos de medio punto y decoración de molduras. La puerta principal, descentrada a la derecha, está compuesta por dos arcos de medio punto, y en la enjuta está la figura de un Hércules representado como un anciano barbado con su maza. 
En la parte izquierda se encuentra un arco con pilastras estriadas y decoración de círculos en dovelas que da acceso a la planta superior, mediante una gran escalinata interior. La planta baja y la primera están separadas por entablamiento con arquitrabe y friso, éste con triglifos y metopas, y las metopas decoradas con molduras a modo de rosetones.
La planta primera es también una arquería de siete arcos apoyados en pilastras y con decoración en las enjutas, formando ventanajes cerrados con forja y cristal. Está coronado por un friso corrido decorado con rosetones, algunos con figuras antropomórficas en disposición simétrica, y aparece partido en el centro por el escudo de Carlos I, enmarcado por pilastras jónicas y con decoración de bucráneos en la parte alta, rematado arriba de su entablamento por dos figurillas de angelitos en sus extremos y en medio de éstos un personaje eclesiástico con mitra.
Actualmente la planta primera alberga el Museo de Obra Gráfica "Fundación Antonio Pérez". En la planta baja se ubica la Sala de Exposiciones Temporales del Museo de Obra Gráfica. En su interior se conserva el Archivo Histórico Local, con documentos y copias del siglo XIV.
- Parroquia de Santiago Apóstol

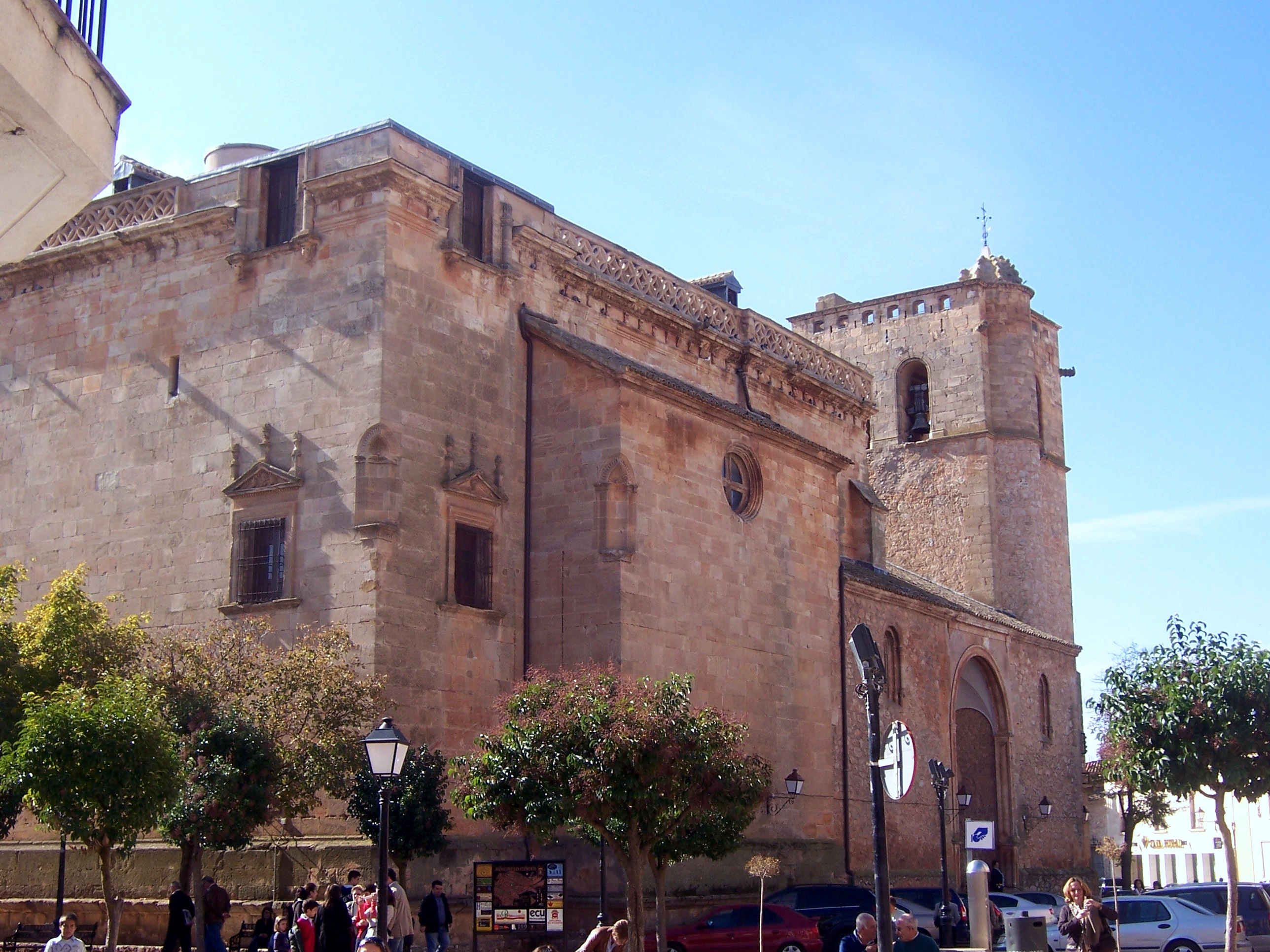
Iglesia parroquial de Santiago Apóstol

Extraordinaria obra arquitectónica, de estilo principalmente renacentista del siglo XVI, pero también con elementos góticos de su inicio en el siglo XV y aportes barrocos en su finalización en el siglo XVII. Es una iglesia de planta basilical de tres naves con enormes pilares y capiteles de volutas, sobre los cuales, se apoya un maravilloso conjunto de cúpulas estrelladas. Fue declarada Bien de Interés Cultural en 1992.
La obra actual fue comenzada por los pies del templo, por un maestro de obras de origen vasco, llamado Domingo de Mestraitua. Sin embargo, a mediados del siglo XVI el arquitecto Andrés de Vandelvira daría las condiciones para un nuevo proyecto. Posteriormente, en 1560, el Concejo de San Clemente encargó la finalización de las obras al maestro Juan de Orzollo, que introdujo importantes cambios. Orzollo levantó a una misma altura las tres naves sin tener en cuenta lo edificado anteriormente, emplea columnas jónicas y bóvedas de terceletes y en el crucero estrellada. Sin embargo, Vandelvira pensó poner pilares corintios y cerrarla con bóvedas baídas y cúpula en el crucero. 
El templo consta de tres naves con capillas entre los contrafuertes y bóvedas de crucería estrellada. Tiene dos portadas una que da a la plaza Mayor y otra por la plaza de la Iglesia. En el exterior se cruzan fábricas renacentistas con otras góticas; la iglesia conserva de la fábrica gótica la fachada occidental con su torre y los tres últimos tramos con la portada del lado sur. Se aprovechó el espacio entre los contrafuertes para la construcción de capillas, de ellas la correspondiente al último tramo, propiedad de Pallarés, fue reformada en el Renacimiento, cubriéndose con cúpula con casetones.
El interior es una iglesia de planta basilical de tres naves con enormes pilares con capiteles de volutas con modillón, sobre los cuales se apoya un magnífico conjunto de bóvedas de crucería estrelladas. Los dos primeros tramos son de mayor altura, mientras los tres restantes son iguales.
El tratamiento tan clásico de su cabecera, en su exterior, obedece sin duda a un planteamiento urbanístico de la plaza, para cerrar en armonía con el Ayuntamiento. Tiene forma de testero recto, con contrafuertes en el exterior de gran envergadura. En el interior se despliega un impresionante retablo barroco en el Altar Mayor, reconstruido siguiendo las líneas del anterior retablo quemado por los milicianos durante la guerra civil española. El retablo presenta forma de enorme arco de medio punto, quedando dividido en cinco tramos.
La sacristía es de planta rectangular y se cubre con bóveda de medio cañón con casetones en piedra y los cajones alojados en los nichos, donde se conserva la única pieza del altar mayor original.
En el interior de una de las capillas se encuentra una hermosa Cruz de Alabastro, con cerca de tres metros de altura, es una joya escultórica de finales del siglo XV, realizada en alabastro con una clara influencia en el tallado de sus relieves y figuras del estilo gótico-flamenco. El programa iconográfico que rodea a toda la cruz es muy variado, destacando los santos apóstoles con sus atributos iconográficos. La cruz se remata con las imágenes de Cristo crucificado y la Virgen con niño en el otro lado de la cruz (sorprende ver a una Virgen en lo alto de la Cruz), todo ello acompañado por angelitos. Se desconoce el autor, aunque pudo ser algún maestro flamenco de los que trabajó en la Catedral de Cuenca a finales del siglo XV.
- La Torre Vieja

Construida en el siglo XV, anterior a 1445, por orden de Hernán González del Castillo, corregidor de Ávila, durante el reinado de Juan II y bisnieto y familiar directo de Clemente Pérez de Rus, fundador de la villa.
Es una torre de planta cuadrada que está exenta en tres de sus lados. Consta de dos cuerpos separados por una imposta y escalonados. El primero con tres plantas con ventanas ojivales pareadas; y el segundo, de una planta, con ventana de arco de medio punto solamente en una de sus caras. Remate con almenas y gárgolas, una por cada cara. Cubierta a cuatro aguas rematada con una cruz de hierro.
Esta torre es la edificación más antigua del pueblo. Por su ubicación y altura, su utilización debió ser, más que para un uso estrictamente militar, a una estructura de vigilancia de los terrenos situados alrededor de la villa.
En la actualidad, la torre ha sido restaurada, situando en ella la Oficina de Turismo y, desde 1998, el Museo Etnográfico de Labranza, en donde se pueden ver: artesanía popular, utensilios de cocina como los usados para fabricar el queso, la tradicional matanza o el horno de pan, piezas en desuso como carburos, candiles, etc., diversos útiles de agricultura como tijeras de podar, hoces, maquinaria antigua, aperos y aparejos de animales utilizados en trabajos del campo, una aventadora manual de madera, etc., antiguas romanas, juegos de pesas y medidas, y un apartado de fabricación del vino. Desde la planta mirador se puede contemplar unas bellas panorámicas del pueblo y sus alrededores.
- Castillo de Santiago de la Torre

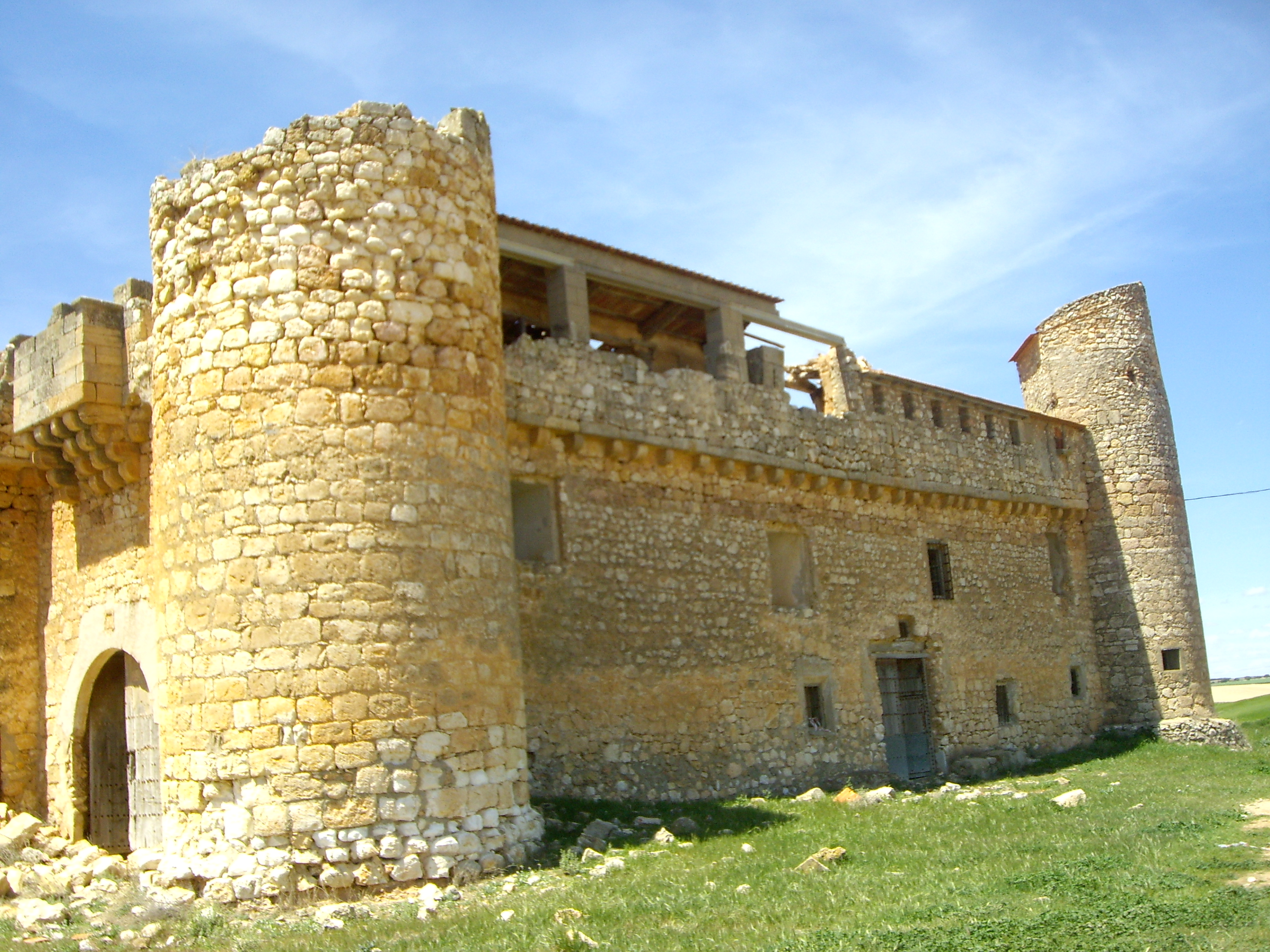
Castillo de Santiago de la Torre

El Castillo de Santiago de la Torre se encuentra al oeste de San Clemente, a orillas del río Záncara. Se trata de un castillo medieval que perteneció inicialmente a la Orden de Santiago, así como al Marquesado de Villena y a los Reyes Católicos. Se encuentra en un lamentable estado de abandono que amenaza ruina, pues ni tan siquiera está declarado como Bien de Interés Cultural que permita su protección y conservación. El castillo de Santiago de la Torre es una fortaleza medieval que se encuentra en la aldea homónima, que tras su desaparición fue anexionada al municipio de San Clemente (Cuenca) por su condición de cabeza de partido judicial. Se sitúa al suroeste de la provincia de Cuenca, en pleno centro de la región de Castilla-La Mancha, España. Se encuentra en una llanura, a la orilla de un pequeño puente sobre el Río Záncara, junto a un cruce de caminos entre las poblaciones de San Clemente, Las Pedroñeras, El Provencio y La Alberca del Záncara
Es una fortaleza con forma de L, y una muralla almenada, en la cual hay una torre redonda que remata cada una de sus 5 esquinas. En medio del recinto hay un patio de planta cuadrada en la que se encuentra una gran torre del homenaje rectangular. La mayoría de libros sobre fortalezas y castillos en los que se mencionaba el Castillo de Santiago de la Torre establecían que la fortaleza era del siglo XIII, en tiempos de la reconquista, y que perteneció a los caballeros de la Orden de Santiago, los cuales dieron nombre a la fortaleza y su aldea aledaña. Posteriormente pasaría a manos del Marquesado de Villena en el siglo XIV, y a los Reyes Católicos en el siglo XV. Sin mucha más investigación exhaustiva, esta afirmación se quedó como una verdad incuestionable desde hacía décadas.
Cuando se realizó el primer estudio del castillo previo a la restauración, por los arqueólogos Santiago David Domínguez-Solera y Míchel Muñoz García, mediante el estudio de cada una de las fases constructivas de las diferentes murallas y torres empezaron a ver que las fechas no cuadraban con lo que estaba escrito. Y que el castillo en construcción no era tan antiguo como se indicaba.
- Iglesia de la Compañía de Jesús[20]

Situado en la calle Rafael López de Haro, 15. Según el Leg 4/18 Archivo Municipal, la fundación del colegio de la Compañía de Jesús en esta villa de San Clemente fue en 1613. En la forma de su fachada es de estilo herreriano, de finales del siglo XVI. Se refleja en ella la severidad de la Contrarreforma, porque excluye lo profano y cualquier artificios. De planta rectangular,  de una nave, fachada esbelta con arco de medio punto hecho de grandes dovelas, columnas jónicas, friso del entablamento con la inscripción (real iglesia) y en medio el escudo real; sobre él una hornacina de concha entre columnillas y pequeño frontón. A ambos lados dos medallones desaparecidos y los pináculos, tan propios del estilo herreriano. Sobre toda la fachada un gran frontón triangular decorado con bolas y con gran óculo central.
El edificio perteneció a los Jesuitas hasta que fueron expulsados por Carlos III en 1766, y que bien se expone en los documentos del archivo histórico de San Clemente. Posteriormente fue teatro (el teatro Viejo) y hoy escuela municipal de música. 
En el año 1769 se le busca la utilidad de colegio al antiguo edificio de los Jesuitas, y también como se decide realizar una portada con escudos, pegada a la Real Iglesia, como testimonio de la imposición de poder por parte de Carlos III sobre los Jesuitas. Según pone en este Legajo:”... se pusieron los escudos de armas de su Mag. para mostrar cómo el edificio pasaba a ser propiedad Real y se quitaron todos los que había de la Compañía de Jesús.”.
- Convento de San Francisco (El Convento Franciscano de Nuestra Señora de Gracia de San Clemente)[21]

La iglesia franciscana de Nuestra Señora de Gracia no es Bien de Interés Cultural. Tiene protección reconocida desde el año 1980. Esta iglesia, fundada en 1503 y edificada en la década de 1510, permanecía en su fábrica antigua. Hoy esta permanencia es todo un símbolo: la persistencia de un convento franciscano observante en su originalidad, cuando el resto de los conventos están hundidos o drásticamente modificados en su aspecto primitivo. La familia Castillo está detrás de la fundación de los conventos de San Clemente, pero también del convento de clarisas de Huete. El siglo XVI cubrió las tierras conquenses de conventos franciscanos observantes: Villanueva de la Jara, Iniesta, Valera de Abajo, Valverde del Júcar, la Parrilla, … enriqueciendo la obra ya existente en Huete, Cuenca o Belmonte. Junto a las órdenes femeninas o los alcantarinos, estaban los conventos franciscanos. 
- Convento de las Clarisas[22][23]

En el año 2023 se cumplen quinientos años del otro convento franciscano de San Clemente, el de clarisas, fundado por un mercader zamorano, Martín Ruiz de Villamediana.
- Convento de las Trinitarias.[24][25] Fue fundado en 1588 (tiempos del rey Felipe II). El edificio es de planta rectangular compuesto por iglesia, convento y claustro. Situado en la plaza Mayor, ha sido muy restaurado después de pasar por los destrozos que causaron los invasores franceses de Napoleón en 1808, y la furia anticlerical de inicios de la Guerra Civil del 36. Artísticamente, destaca la portada adintelada, con arco de medio punto rebajado sostenido sobre pilastras, con adorno de celosías y medallones. Anejo al convento, o parte de él, se encuentra una elegante fachada gótica con puerta de arco apuntado, enmarcado, y sobre él una ventana gótica con parteluz.

- Ermita de San Roque

- Arco romano

Popularmente llamado así aunque no es tal, sino una obra del siglo XVII. Es un arco de medio punto que enlaza las esquinas de la iglesia con el edificio de la Casa de Cultura, cerrando la plaza Mayor en ese extremo. Sobre el arco, un enorme remate entre dos volutas circulares de gran tamaño y extraordinario diseño, coronado por un frontón partido circular con pináculo central labrado con las armas de la villa, por la cara con vista a la plaza Mayor.
- El Pósito
- Puerta de la Inquisición del siglo XVI y puerta de la cárcel del siglo XVII
- Palacios de San Clemente
- Palacio de Piquirroti
- Casa Palacio de los Sres. Fernández-Ayuso y Bris, exponente de la arquitectura manchega del siglo XVI
- Casa de la Reina Mora
- Casa de Benítez: Antiguo hospital de Santiago, siglo XVI, en la calle Rafael López de Haro
- Casa de Don Adrián Jareño
- Casa de Los Acacio
- Palacio de D. Francisco Martínez del Peral
- Palacio del Sr. Marqués de Valdeguerrero
- Palacio de Oma
- Palacio del Sr. Marqués de Melgarejo

- El Santuario de Rus

- El puente y la calzada romana

Se conserva un pequeño puente y un tramo de la calzada que unía la localidad con Segóbriga. En la carretera de Motilla del Palancar (N-310), el Puente, Romano sobre el río Rus, salvando éste en su encuentro con los antiguos restos de la calzada romana. Es de tres ojos, el central ligeramente mayor y todos de medio punto, con fábrica de sillería adovelada en los arcos y aparejada en los intradoses y contrafuertes en una de sus caras únicamente. Desaparecido el pretil, sus restos indican la considerable longitud primitiva de los arranques.
- La plaza de toros

Dentro del casco urbano, a medio camino de la calle del Carmen, se encuentra situada la plaza de toros, construcción de carácter civil que se inauguró el 29 de agosto de 1908. Su hechura es de muros de tapial con recercados de ladrillo y zócalo de piedra con coronación decorada de tapial. En la actualidad cuenta - tras una profunda y completa restauración - con un aforo de tres mil personas en asiento, además de las lógicas dependencias de patio de caballos y cuadrillas, enfermería, servicios y desolladero.

### Fiestas y eventos

#### Fiestas de Rus
El Domingo de Resurrección, las cuadrillas de jóvenes y no tan jóvenes, se reúnen en la plaza Mayor bajo los soportales del antiguo Ayuntamiento, con dinero en efectivo, y empieza uno de los espectáculos más bonitos y pintorescos de toda Castilla-La Mancha, «la subasta de las andas de la Virgen de Rus». Con la plaza abarrotada de gente de pie en los bancos, con la guardia civil y policía local, para poner orden, un notario y gente de la hermandad como testigos fiables y en un plazo límite de media hora, a usos y costumbres, empieza una de las cuadrillas pujando una cantidad de dinero que tiene que dejar en la mesa y a la vista de todos, la siguiente peña hará lo mismo, hasta que la última peña, en el último segundo puje con la cantidad más alta. Hasta "palos" se han llegado a dar las cuadrillas, en el último minuto, para poder llegar los últimos a la mesa con la cantidad de dinero más alta para pujar. La subasta de la Cruz sigue el mismo ritual, pero con las peñas más jóvenes; cuando por fin este pintoresco espectáculo finaliza, se aplaude y todo el mundo se va a Misa de 1. Después de cada puja el alcalde de esta nuestra localidad dice: ¡¡ACEPTADA!! con lo que los jóvenes quedan satisfechos sabiendo que durante unos segundos la cruz es suya.
Esta romería está considerada de Interés Turístico Regional, en la cual durante el fin de semana antes del Día de Rus, se celebra un Mercado Medieval en la plaza Mayor y la Torre Vieja.
En el año 2011 se pagó 60 100 euros por llevar a la Virgen y la Cruz, en la cual abre el camino han pagado por ella 5755 euros.
En el año 2012 se pagó 69 000 euros, récord absoluto por portar las andas de la Virgen de Rus.
Venida de la Virgen
La romería en honor a la Virgen de Rus se celebra el domingo siguiente al Domingo de Resurrección. La noche anterior a la romería, los hortelanos, llevan a la hortelana Virgen del Remedio, desde la capilla del colegio de Nuestra Señora del Remedio hasta la iglesia de Santiago Apóstol. La imagen es bailada y piropeada al compás de los pasodobles y pasacalles hasta la entrada de la iglesia. Por la mañana a las 5:30, se celebra una Misa en honor a la Virgen del Remedio. Después se saca la Virgen y se pasea bailando desde la iglesia hasta "El Santo", pasando por los dos conventos que se encuentran en este recorrido. La imagen se transporta corriendo desde San Clemente hasta Rus a 9 kilómetros de San Clemente, haciendo un descanso a mitad de camino a la sombra de la carrasca. Cuando la Virgen del Remedio llega al puente de Rus es bailada a ritmo de charanga hasta la ermita donde se encontrará con la Virgen de Rus. Junto a la ermita, se celebra una Misa con las imágenes de la Virgen del Remedio y la Virgen de Rus Patrona de San Clemente. 
En la ermita, se intercambian las imágenes. La Virgen de Rus, sale a las 12:00 de la ermita hasta el puente a ritmo de charangas, a continuación, se cubre con la lona y se hace el camino inverso a San Clemente, al llegar a la entrada de San Clemente la Virgen de Rus, sobre las 13:30 es destapada y dada la vuelta al compás del himno de España para mirar a su pueblo querido, donde permanecerá 43 días. La Virgen de Rus es bailada a ritmo de pasodobles hasta la plaza del Carmen, donde a las 15:00 se meterá la Virgen de Rus con la típica "carrerilla" al convento de las Carmelitas. 
Después de llegar, las monjas y el muñidor de la Virgen engalanan y adornan a la Virgen de Rus para que a las 21:00 esté preparada para salir en un recorrido de 500 metros, que le llevará tres horas y que será desde las carmelitas hasta la iglesia de Santiago Apóstol. En este recorrido la Virgen solo baila al compás de la música y lo hace llevada por 4 personas unos 17 segundos acompañada por la cruz que ira a su mismo ritmo. Al llegar la media noche la Virgen llega a la iglesia de Santiago Apóstol donde bailará el himno nacional de España y posteriormente se le canta la Salve. En los 43 días que la Patrona está en San Clemente, se reza una salve a las 21:00 en la iglesia de Santiago Apóstol.
Día de Rus
El lunes de Pentecostés se realiza el Día de Rus en el cual se celebra una Misa a las 5:30, a las 6 aproximadamente sale la Virgen de Rus desde la iglesia de Santiago Apóstol hasta llegar al Santo donde será tapada para salir corriendo hasta Rus; al llegar a Rus, sobre las 10:30 la Virgen de Rus es destapada en el puente y llevada hasta la ermita donde se encontrara con la Virgen del Remedio, se celebra una Misa junto a la ermita y a las 12:00 la Virgen del Remedio es bailada desde la ermita hasta el puente donde más tarde será tapada con la lona para salir corriendo camino a San Clemente. A las 13:30 llega y es destapada y dada la vuelta para emprender su camino a ritmo de pasodobles hasta la plaza del Carmen donde a las 15:00 pasará con la típica "carrerilla". Más tarde es engalanada y puesta en las andas para salir por la noche en procesión hasta la iglesia de Santiago Apóstol donde llegará a media noche, donde permanecerá 13 días, en los que se le cantará la Salve.

#### Otras
Día del Corpus Christi
El día del Corpus Christi, a las 21:00 la Virgen del Remedio se pone en otras andas con su manto y sus joyas más preciadas para bajar hasta su casa, el colegio de Nuestra Señora de los Remedios, donde permanecerá hasta el año siguiente.
Feria y Fiestas
Constituidas por una amplia programación de actos culturales, deportivos, literarios, exposiciones, bailes y actuaciones.
Se puede disfrutar de atracciones en el recinto ferial, verbena en el parque Municipal.
Día oficial y festivo: 19 de agosto. 
Virgen del Carmen
Se celebra el 16 de julio, sacando en procesión a la Virgen del Carmen del Convento de las Carmelitas, situado en la plaza del Mercado. La procesión transcurre por varias calles aledañas, donde los vecinos sacan sus plantas para adornar y pétalos de rosa decoran el suelo al paso de la imagen.
Fiestas de San Antón
Se celebra el 17 de enero, se lleva a cabo la bendición de animales, procesión con el santo y se da el puñao (tostones de trigo y cañamones) y los caballitos que son bollos con huevos duros y anises, todo ello regado con cuerva (bebida típica a base de vino tinto con azúcar y fruta).

### Medios de comunicación
La emisora de radio, Onda San Clemente, emite en todo el término municipal con la frecuencia 107,6 MHz de FM.